# Phytocoris cunealis
Phytocoris cunealis är en insektsart som beskrevs av Van Duzee 1914. Phytocoris cunealis ingår i släktet Phytocoris och familjen ängsskinnbaggar. Inga underarter finns listade i Catalogue of Life.